# Kossivi Amédédjisso
Kossivi Jean d'Arc Amédédjisso, noto semplicemente come Kossivi Amédédjisso (Charleroi, 31 dicembre 2001), è un calciatore togolese, centrocampista del Dessau e della nazionale togolese.

## Caratteristiche tecniche
È un trequartista

## Carriera

### Club
Nato in Belgio da genitori di origine togolese, è cresciuto nel settore giovanile del RB Lipsia, squadra dove è approdato nel 2017.

### Nazionale
Il 18 novembre 2019 ha esordito con la nazionale togolese disputando l'incontro di qualificazione per la Coppa d'Africa 2021 pareggiato 1-1 contro il Kenya.

## Statistiche
Statistiche aggiornate al 1º dicembre 2019.

### Cronologia presenze e reti in nazionale
| Cronologia completa delle presenze e delle reti in nazionale ― Togo | Cronologia completa delle presenze e delle reti in nazionale ― Togo | Cronologia completa delle presenze e delle reti in nazionale ― Togo | Cronologia completa delle presenze e delle reti in nazionale ― Togo | Cronologia completa delle presenze e delle reti in nazionale ― Togo | Cronologia completa delle presenze e delle reti in nazionale ― Togo | Cronologia completa delle presenze e delle reti in nazionale ― Togo | Cronologia completa delle presenze e delle reti in nazionale ― Togo |
| Data                                                                | Città                                                               | In casa                                                             | Risultato                                                           | Ospiti                                                              | Competizione                                                        | Reti                                                                | Note                                                                |
| ------------------------------------------------------------------- | ------------------------------------------------------------------- | ------------------------------------------------------------------- | ------------------------------------------------------------------- | ------------------------------------------------------------------- | ------------------------------------------------------------------- | ------------------------------------------------------------------- | ------------------------------------------------------------------- |
| 18-11-2019                                                          | Kasarani                                                            | Kenya                                                               | 1 – 1                                                               | Togo                                                                | Qual. Coppa d'Africa 2021                                           | -                                                                   | 60’ 71’                                                             |
| Totale                                                              |                                                                     | Presenze                                                            | 1                                                                   |                                                                     | Reti                                                                | 0                                                                   |                                                                     |